# Rally-VM 2023
Rally-VM 2023 är den 51:e säsongen av FIA:s Rally-VM. Säsongen startar med Monte Carlo-rallyt och avslutas med Rally Japan.

## Kalender
| Datum          | Rally                    | Bas                          | Underlag     | Segrande Förare  | Kartläsare       | Bil                    |
| -------------- | ------------------------ | ---------------------------- | ------------ | ---------------- | ---------------- | ---------------------- |
| 19–22 januari  | Rallye Monte-Carlo       | Monte Carlo, Monaco          | Asfalt & Snö | Sébastien Ogier  | Vincent Landais  | Toyota GR Yaris Rally1 |
| 9–12 februari  | Svenska rallyt           | Umeå, Västerbotten           | Snö          | Ott Tänak        | Martin Järveoja  | Ford Puma Rally1       |
| 16–19 mars     | Rally Mexico             | León, Guanajuato             | Grus         | Sébastien Ogier  | Vincent Landais  | Toyota GR Yaris Rally1 |
| 20–23 april    | Croatia Rally            | Zagreb                       | Asfalt       | Elfyn Evans      | Scott Martin     | Toyota GR Yaris Rally1 |
| 11–14 maj      | Rally de Portugal        | Matosinhos, Porto            | Grus         | Kalle Rovanperä  | Jonne Haltunen   | Toyota GR Yaris Rally1 |
| 1–4 juni       | Rally Italia Sardegna    | Olbia, Sardinien             | Grus         | Thierry Neuville | Martijn Wydaeghe | Hyundai i20 N Rally1   |
| 22–25 juni     | Safarirallyt             | Naivasha, Nakuru             | Grus         | Sébastien Ogier  | Vincent Landais  | Toyota GR Yaris Rally1 |
| 20–23 juli     | Rally Estland            | Tartu, Tartumaa              | Grus         | Kalle Rovanperä  | Jonne Halttunen  | Toyota GR Yaris Rally1 |
| 3–6 augusti    | Finska rallyt            | Jyväskylä, Mellersta Finland | Grus         | Elfyn Evans      | Scott Martin     | Toyota GR Yaris Rally1 |
| 7–10 september | Akropolisrallyt          | Lamia, Fthiotis              | Grus         | Kalle Rovanperä  | Jonne Halttunen  | Toyota GR Yaris Rally1 |
| 28 sept–1 okt  | Rally Chile              | Concepción, Biobío           | Grus         | Ott Tänak        | Martin Järveoja  | Ford Puma Rally1       |
| 26–29 oktober  | Centraleuropeiska rallyt | Passau, Bayern               | Asfalt       | Thierry Neuville | Martijn Wydaeghe | Hyundai i20 N Rally1   |
| 16–19 november | Rally Japan              | Toyota, Chubu                | Asfalt       | Elfyn Evans      | Scott Martin     | Toyota GR Yaris Rally1 |

## Förar-VM
| Plats | Förare           | Bil                    | Poäng |
| ----- | ---------------- | ---------------------- | ----- |
| 1     | Kalle Rovanperä  | Toyota GR Yaris Rally1 | 250   |
| 2     | Elfyn Evans      | Toyota GR Yaris Rally1 | 216   |
| 3     | Thierry Neuville | Hyundai i20 N Rally1   | 189   |
| 4     | Ott Tänak        | Hyundai i20 N Rally1   | 174   |
| 5     | Sébastien Ogier  | Toyota GR Yaris Rally1 | 133   |
| 6     | Esapekka Lappi   | Toyota GR Yaris Rally1 | 113   |
| 7     | Takamoto Katsuta | Toyota GR Yaris Rally1 | 101   |
| 8     | Dani Sordo       | Hyundai i20 N Rally1   | 63    |
| 9     | Teemu Suninen    | Hyundai i20 N Rally1   | 42    |
| 10    | Oliver Solberg   | Škoda Fabia RS Rally2  | 33    |